# Tuning
Pour les articles homonymes, voir Tuning (homonymie).
 (août 2010).
Si vous disposez d'ouvrages ou d'articles de référence ou si vous connaissez des sites web de qualité traitant du thème abordé ici, merci de compléter l'article en donnant les références utiles à sa vérifiabilité et en les liant à la section « Notes et références ».

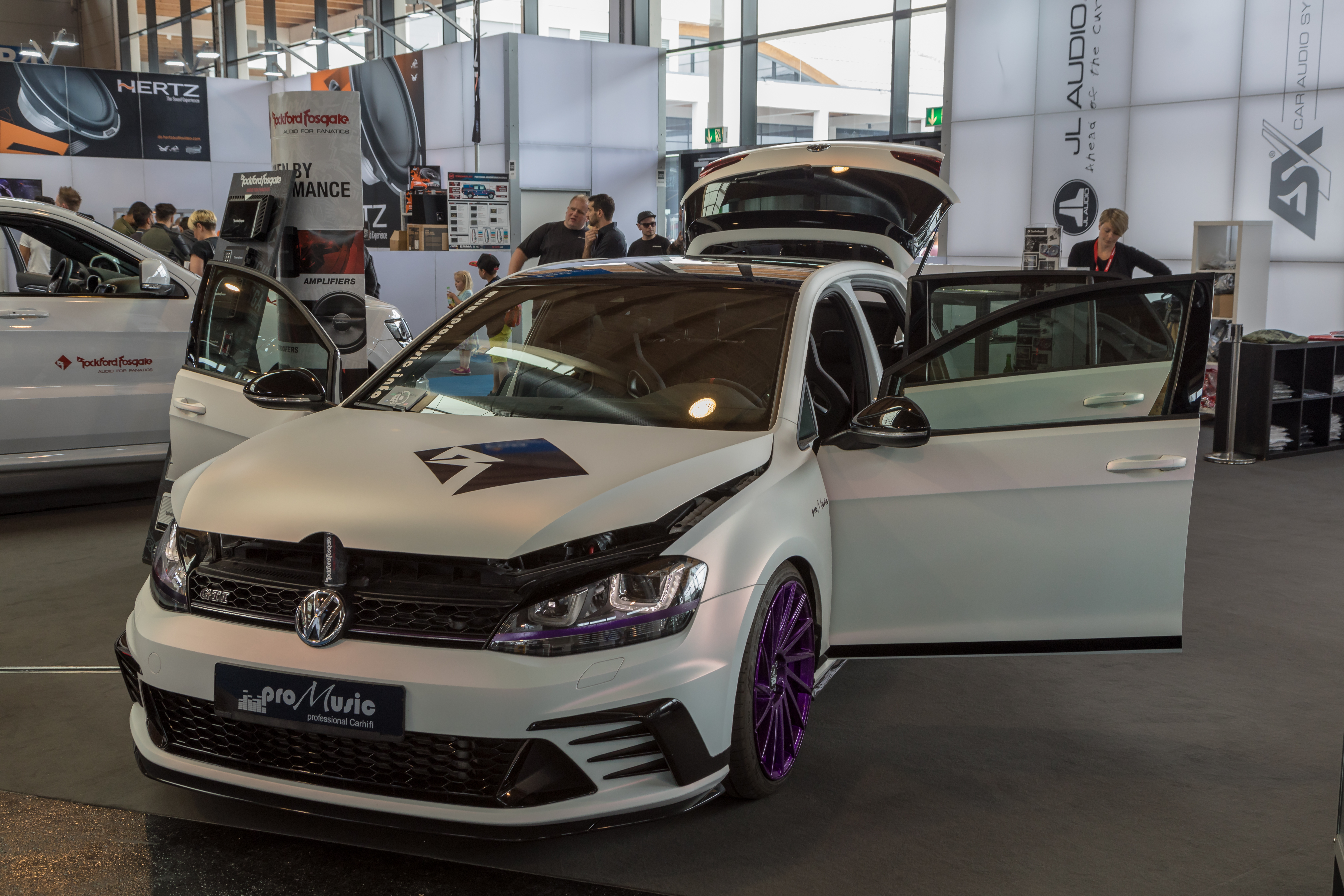
Volkswagen Golf au Tuning World Bodensee 2018, à Friedrichshafen en Allemagne.

Le tuning, ou personnalisation automobile, est l'ensemble des modifications apportées à un véhicule de série (voiture, moto, vélo, scooter, etc.) afin d'améliorer ses performances ou son aspect, dans le but de le rendre unique. Au cours des années, une industrie s'est développée autour du tuning, produisant des pièces et des services destinés à cette activité. Certaines compagnies vendent leurs propres véhicules modifiés ; on parle alors de « préparation automobile ».

## Terminologie

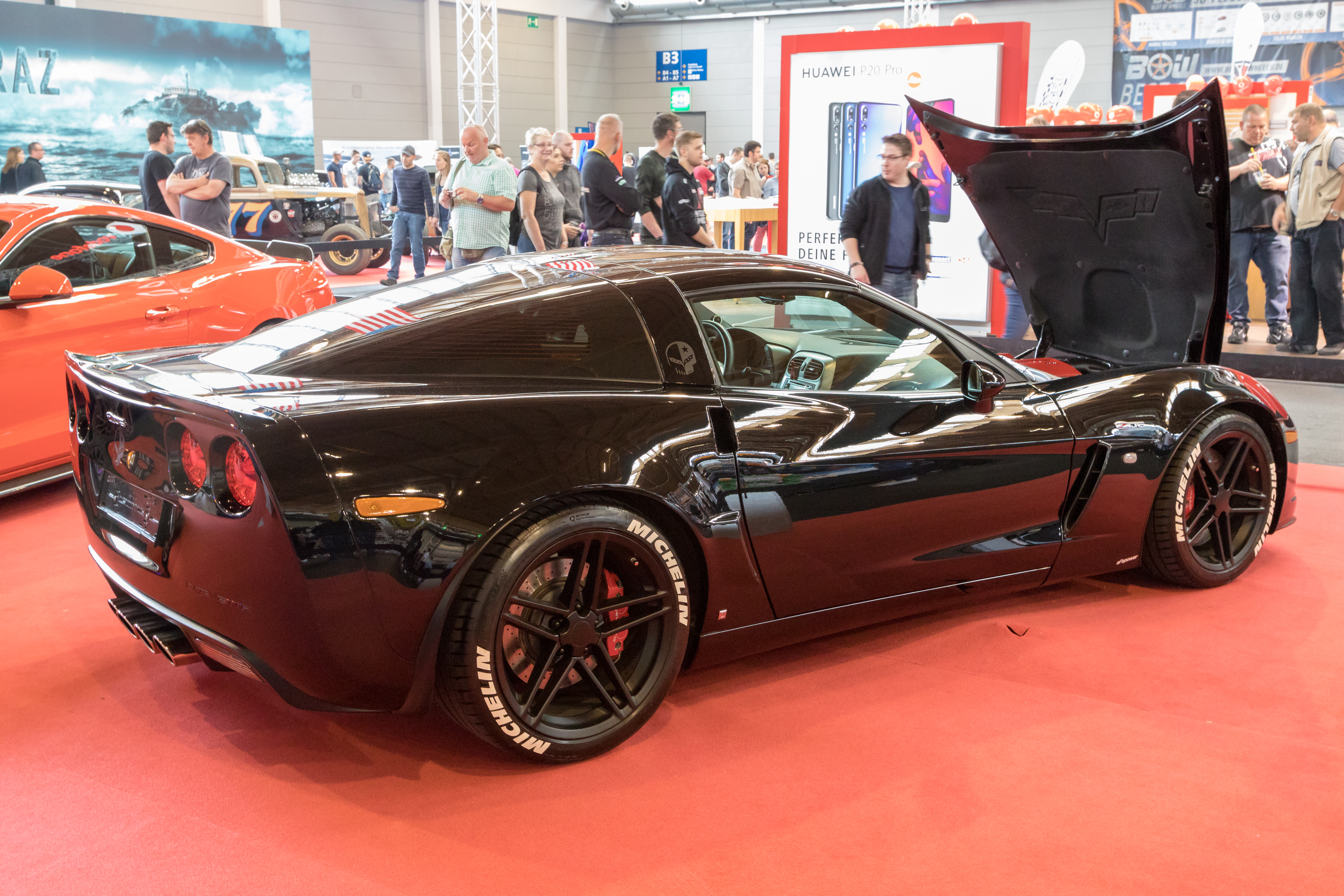
Chevrolet Corvette « tunée » présentée au Tuning World Bodensee 2018.

Le terme « tuning » provient du verbe anglais « to tune » qui signifie accorder (pour des instruments de musique à l'origine, mais se dit aussi pour le réglage d'un moteur). Le sens d'accorder a été légèrement altéré ici pour signifier optimiser, ou mettre au point. Le terme préconisé par la commission générale de terminologie française est « personnalisation ».
En 2010, une francisation de ce nom est proposée en France par le concours Francomot. Le terme gagnant choisi par le jury est « bolidage ».

## Histoire

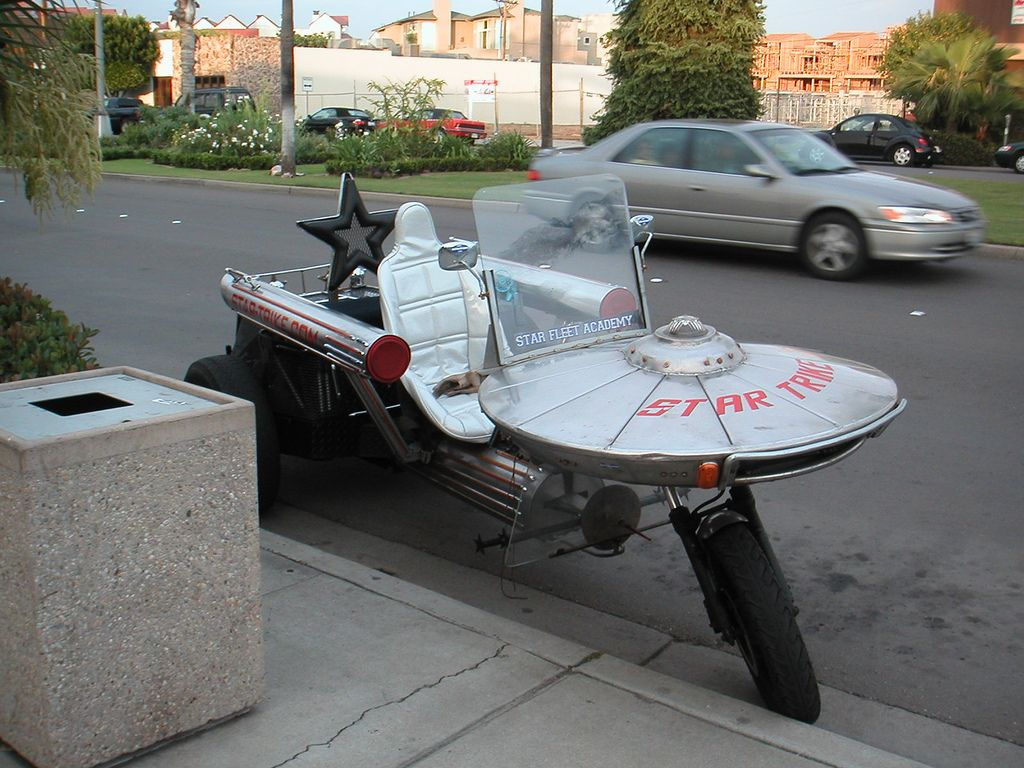
Moto de trekkie tunée en vaisseau spatial.

Au commencement, le tuning n'était qu'une simple amélioration de base d'une voiture. Peu à peu, le tuning s'est recentré sur la préparation moteur, les « tuneurs » affûtant la mécanique de leur véhicule afin d'améliorer ses performances générales, tout en les gardant propres à la circulation sur la voie publique. Depuis les années 1930 en Amérique, le tuning ne concerne plus seulement la préparation moteur, mais comporte également une recherche d'amélioration de l'apparence du véhicule et l'ajout d'équipements.
On trouve sur le marché, entre autres, des kits de carrosserie et des jantes de toutes sortes et de tous styles, des boîtiers électroniques permettant le chip-tuning et du matériel audio et vidéo destiné à l'automobile.

## Concept
Le but premier du tuning est de personnaliser un véhicule, mais aussi d'améliorer ses performances. Cela se caractérise généralement par l'installation d'accessoires extérieurs (pièces de carrosserie, roues, pneus, aileron, vitres teintées, autocollants en vinyle) et intérieurs (volant, sièges, arceau de sécurité), de pièces mécaniques (turbocompresseur, transmission, freins, suspension, échappement) ou électroniques (ECU, systèmes multimédia). Le tuning et la préparation automobile se sont surtout développés aux États-Unis et au Japon, puis en Europe. Chacune de ces régions a d'ailleurs développé ses propres styles de tuning. De plus en plus de pays pratiquent cette mouvance.
Le tuning est parfois considéré par les amateurs d'automobiles, et plus généralement le grand public, comme un loisir pratiqué par les couches populaires de la société ; le tuning offre en effet la possibilité de montrer ses compétences manuelles malgré le chômage ce qui peut aider à la préservation de l'estime de soi. Cependant, ce loisir peut s'avérer devenir un hobby de luxe. En effet, nombre de préparateurs automobile connus ont des réputations prestigieuses grâce à la qualité de leurs travaux. Ces préparateurs peuvent aussi bien être des préparateurs constructeurs (appartenant à l'entreprise) que des préparateurs indépendants. Les détracteurs du tuning lui reprochent, entre autres, son coût assez élevé ainsi qu'un mauvais goût souvent dû à des extravagances.
Il existe des concours d'accélération (« runs ») pour comparer les performances des voitures, des rassemblements (« shows ») de voitures modifiées et des concours concernant les systèmes audio (notamment en matière de puissance sonore). Ceux qui pratiquent le tuning à titre de loisir sont parfois appelés des « tuneurs ».

## Styles

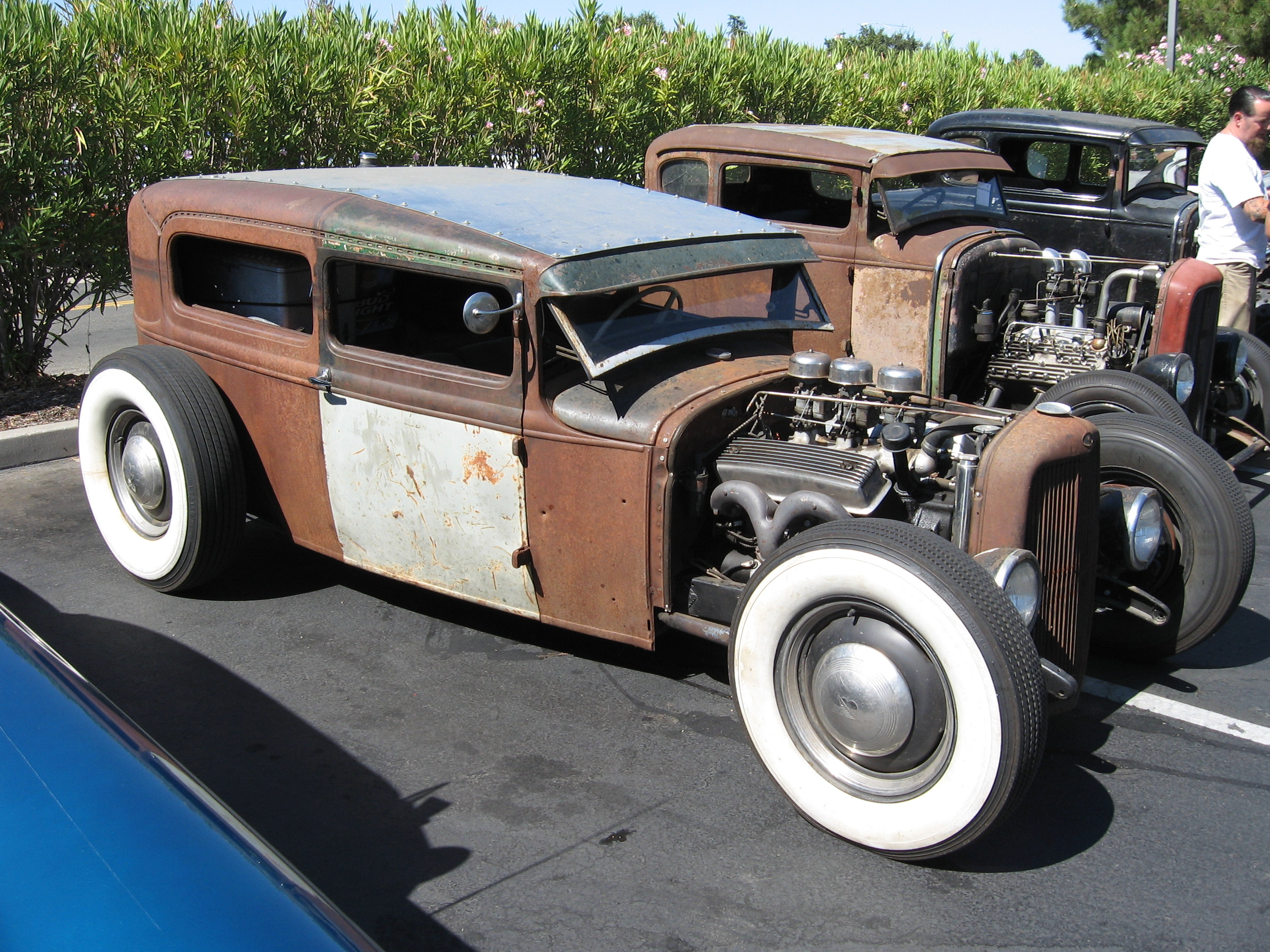
Exemple de rat rod.

Au fil du temps, différents styles de tuning se sont développés dans les régions le pratiquant. Aujourd'hui, le terme tuning est devenu plutôt vague en raison du grand nombre de styles de personnalisation automobile. Le tuning est pratiquement né aux États-Unis dans les années 1930, avec les hot rods. Il s'est développé à partir des années 1970 dans les milieux hispaniques californiens et chez les fans de rap.

### Bōsōzoku
Le bōsōzoku est né dans les années 1950 au Japon. Le terme est composé de « bōsō », qui signifie « course folle » ou « conduite imprudente » et « zoku », qui signifie « clan ». C'est au départ un mouvement de motards qui se propagera à l'automobile dans les années 1990.
Pour les Européens, ce style peut être apparenté à une personnalisation « Jacky ». En effet, les modifications y sont exubérantes et très « inesthétiques », voire dangereuses : les ailerons, pare-chocs et autres modifications sont surdimensionnés.

### Donk
Le style donk est issu du Sud des États-Unis dont la caractéristique majeure est d'ajouter des jantes et des pneus démesurés (jusqu'à 40 pouces) sur des modèles de voitures de milieu de gamme des années 1970 à 1990, dotées de peintures fantaisistes. Ce style est apparu en 2004 sur la côte sud-est des États-Unis ; il existe d'ailleurs une rivalité entre le Lowriding de la côte ouest et le Donk style, comme entre le rap East Coast et le rap West Coast.

### Dub
Le dub est une tendance de personnalisation très haut de gamme, sur des voitures elles-mêmes haut de gamme (notamment des berlines comme la Chrysler 300 ou des SUV américains) ; la caractéristique la plus notable des voitures Dub est la pose de jantes de grande taille. Les équipements intérieurs sont souvent très luxueux (multimédia, vidéo). Le terme « Dub », est en fait une abréviation de « Dubble » (argot pour « double »), et les jantes, qui font partie intégrante de la préparation dans le style Dub, font au moins « dub' ten inch » (2 fois 10″, soit 20 pouces).

### Rétro build
Le retro build est une tendance qui vient du SEMA Show 2007, dont le but est de prendre un muscle car nouvelle génération et de le modifier de façon à lui donner un aspect old-school.

### Éco-tuning
Le but de l'éco-tuning (eco-modding en anglais) est de diminuer la consommation du véhicule, ce qui peut impliquer des modifications du moteur mais aussi de la carrosserie, pour en améliorer l'aérodynamisme. L'éco-tuning consiste aussi à modifier le véhicule pour qu'il n'utilise pas d'énergie fossile ; suite aux modifications le véhicule consommera du biocarburant, de l'hydrogène ou de l'électricité.

### Hot rods
Les hot rods ne sont ni plus, ni moins que les prémices du tuning. Ce type de personnalisation s'effectue principalement sur les modèles d'entre deux guerres. Par exemple, les Ford 32 et Ford 33 sont très présentes dans ce mouvement, qui consiste à modifier la voiture (moteur, aérodynamique, poids) pour gagner les courses du vendredi soir sur Main Street (la « rue principale », comme dans le film de George Lucas American Graffiti) ou sur les lacs salés. À l'intérieur même de ce mouvement, il existe plusieurs styles, comme les rat rods où on laisse volontairement rouiller des pièces de la voiture pour lui donner un aspect « patiné ». On parle alors de « rats style », plus simplement abrégé en « rats ».

### «Jacky» tuning
Ce terme, subjectif et péjoratif, ne désigne pas un style en particulier. Un « Jacky » est une voiture jugée comme étant très mal réalisée, pas finie, laide ou pleine de fautes de goût. Ce terme désigne aussi très souvent les propriétaires ou les « créateurs » des véhicules qui sont considérés[Par qui ?] comme des beaufs[non neutre][réf. nécessaire]. De ce terme découle celui de la « Jacky touch », eu égard au fait de transformer son véhicule avec des accessoires improbables, des moulages édifiants, un son insupportable.

### JDM et EUDM
Le JDM, pour Japanese Domestic Market (en français « marché intérieur japonais »), consiste à préparer une voiture japonaise comme les Japonais le font dans leur pays (c'est-à-dire en général de type « sleeper » avec un kit carrosserie assez sobre). Par exemple, retirer le logo « US » pour le remplacer par le logo du modèle japonais (avec des caractères japonais), et se fournir uniquement chez le constructeur pour les pièces à modifier. Un adepte de JDM n'équipera une Honda, une Toyota ou une Nissan qu'avec des pièces Honda Racing (ou Mugen pour Honda), des pièces TRD (pour Toyota) et Nismo (pour Nissan) par exemple.
Pour le marché intérieur européen, on parlera de « EUDM » ou « EDM » (« European Domestic Market »). Un adepte de EUDM n'équiperait une voiture Renault qu'avec des accessoires Renault Sport, une Mercedes-Benz qu'avec des pièces AMG, une Fiat avec du Abarth.

### Kustom
Le Kustom, avec un K, est la suite du « hot rodding » et concerne aussi les véhicules d'après-guerre, jusqu'à 1965. Pour entrer dans cette catégorie, certains puristes exigent toutefois que malgré les modifications, le véhicule soit équipé d'une calandre et de pare-chocs chromés et de pneus à flanc blanc.

### Lowriding

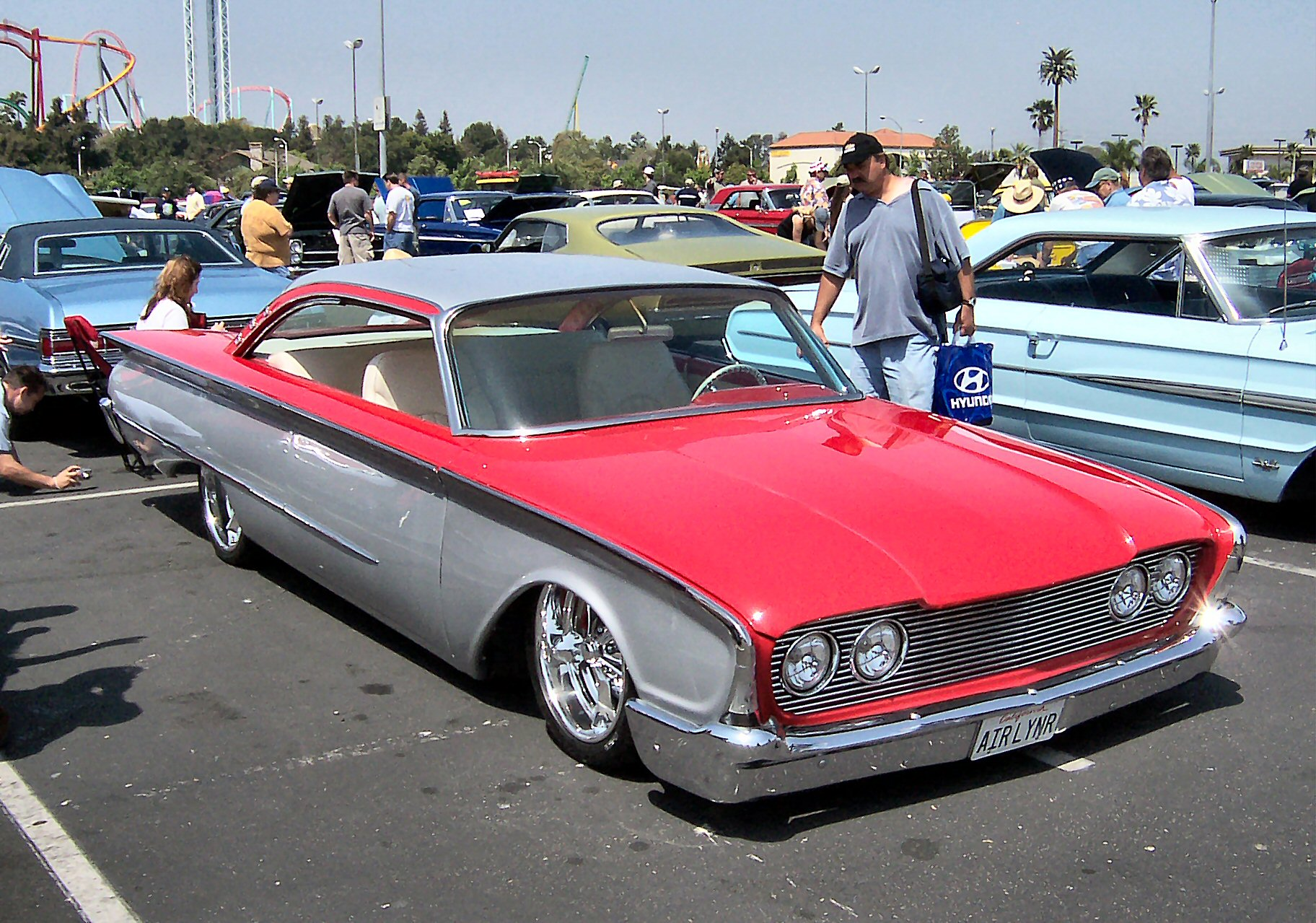
Lowrider (Ford Galaxie de 1960 surbaissée).

Le lowriding a été inventé par les Latino-Américains de la côte ouest, qui équipent notamment leurs véhicules d'une suspension hydraulique (récupérées la plupart du temps sur les trains d'atterrissage de vieux avions), ce qui leur permet de se lever et de se baisser, et parfois même de réaliser des sauts, donnant lieu à des concours se disputant avec des voitures modifiées. Ces modifications sont généralement appliquées sur les voitures de milieu de gamme des années 1970 à 1990. Les peintures y sont souvent fantaisistes et assez exubérantes. D'ailleurs, le lowriding a développé son propre style de décoration ; le pinstripping.
Le lowriding japonais reprend exactement les mêmes modifications que le lowriding des Latinos-Américain, avec d'anciennes bases japonaises. À savoir qu'il découle d'une sous culture nippone dont l'influence est l'esthétique chicana même, avec ses particularités les plus typiques, celle-ci englobant donc le lowriding dedans.

### Pro-touring
Le pro-touring s'effectue sur les anciennes américaines, et plus particulièrement les muscle cars. On modifie principalement la mécanique, les suspensions et les freins pour répondre aux standards actuels de confort et/ou de performance. On peut ainsi trouver des Ford Mustang des années 1960 avec un moteur à injection multipoint, des suspensions indépendantes et des freins à disque aux quatre roues. Les intérieurs cuir font parfois leur apparition quand la préparation n'est pas uniquement étudiée pour le drag. On retrouve aussi souvent un jeu de jantes modernes 17 à 22 pouces.

### Sleepers
Sleepers (ou Q-car en anglais) ; ce style consiste à modifier seulement les parties mécaniques de la voiture, le châssis et les liaisons au sol (jantes, pneus, suspensions, barres de renforts), afin de pouvoir passer incognito dans le flot de circulation et surprendre le moment venu. Beaucoup de possesseurs de sleepers pratiquent le swap (échange), terme désignant le fait de remplacer le moteur d'origine par un autre plus puissant.

### Style drift

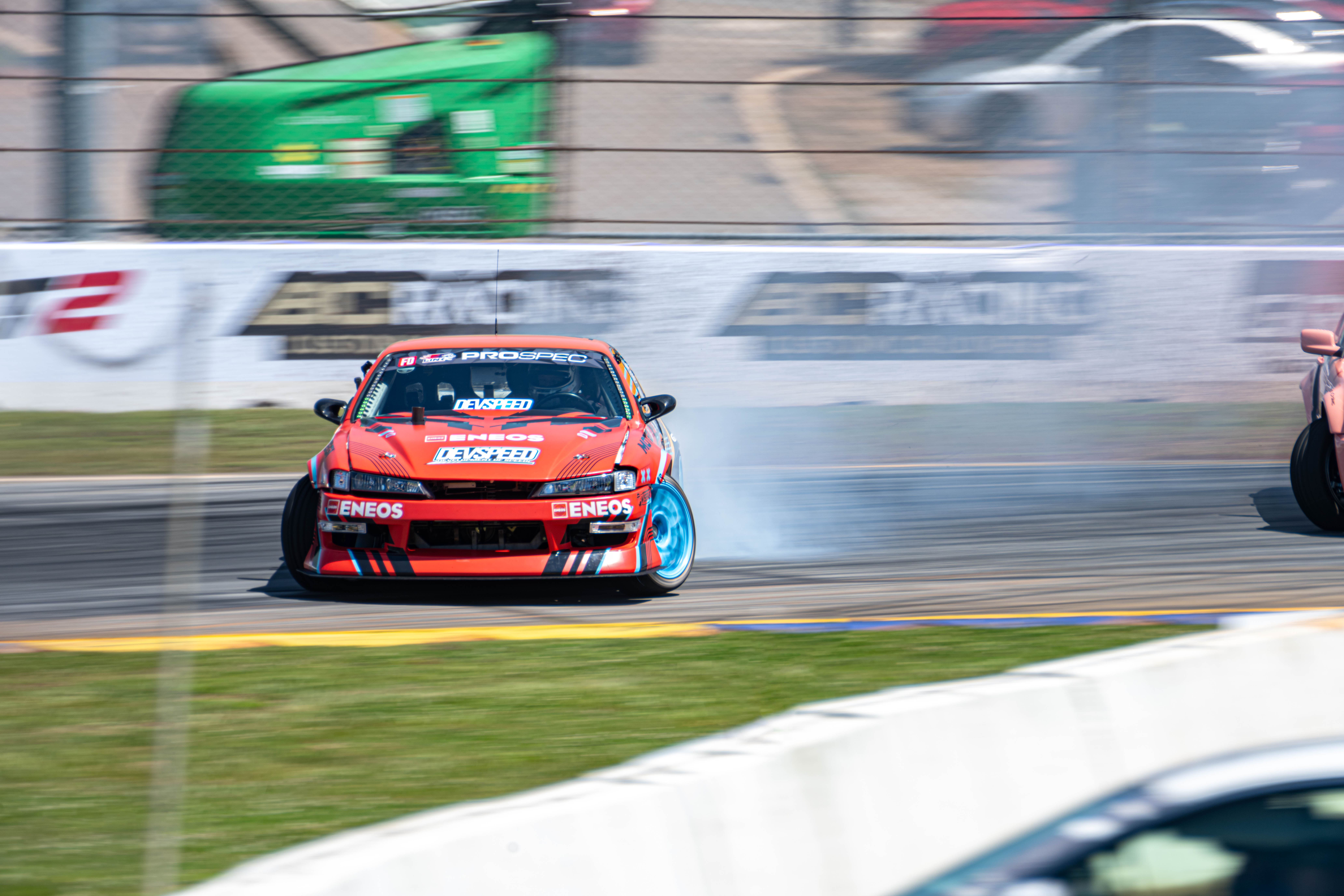
Voiture de drift.

Vient de la discipline sportive homonyme, où le but est de déraper en étant le plus impressionnant possible. Sur la voiture en elle-même, les modifications sont pensées dans le but d'être performant. Le moteur, châssis, aérodynamique, y sont souvent modifiés. Mais l'autre aspect qui le différencie du Sleeper, est l'extérieur qui est souvent inondé d'autocollants, et de sponsors. La décoration extérieure est souvent mise en miroir entre les deux côtés de la voiture car le changement de sens de lecture du texte peut déséquilibrer l'esthétique suivant le côté visible et parce que certaines chaînes de télévision, pour ne pas faire de publicité gratuite, ont pris l'habitude de retourner les images lors de la diffusion.

### VIP
Ce style de voiture consiste à personnaliser une voiture de luxe japonaise (Lexus GS300 par exemple). Il a notamment été créé par les yakuzas (mafia japonaise). On y ajoute des jantes de grande taille, souvent 12 pouces de largeur et une suspension courte. Le moteur est souvent également modifié. Cela s'apparente à du Dub mais en version allégée. L'esprit est de faire en sorte que le regard ne s'arrête pas sur un détail, que le tout reste homogène.

## Styles par pays

### German look
On parle ici de tuning « sobre ». En effet, les modifications sont légères et on recherche l'homogénéité. Les bases sont généralement allemandes mais peuvent être d'autres marques. Les modifications courantes sont un rabaissement de la garde au sol, des jantes à gros déport mais de petit diamètre, le logo rétiré, une carrosserie « lissée », un intérieur refait sans exubérance. Ce style est parfois tellement sobre qu'il ne se remarque presque pas.

### Japan look
Représente une voiture avec une préparation très poussée au niveau multimédia. L'audio, la vidéo, les néons, sont systématiquement installés sur ce genre de préparation.

### Tuning espagnol
C'est un style complètement à l'opposé du German look. Il se pratique (à la base) en Espagne, d'où son nom, mais ce style commence à traverser les frontières. Les bases sont souvent méconnaissables. En effet, vraiment tout est revu, et on pioche parfois dans les éléments d'un autre modèle. Les peintures y sont très vives, et souvent accompagnées de décorations du type « flamming », ou « tribal », bien que beaucoup d'autres styles de décoration existent. Les bases sont aussi très souvent élargies, ainsi une 206 peut faire 2,20 mètres de large (au lieu de 1,65 mètre). Une autre particularité, est que les lignes sont très souvent lissées et arrondies.

### Tuning français
Ce style reprend les bases du style allemand en y ajoutant une certaine tendance aux autocollants de marques et de clubs.

### Tuning italien
Ce style est très proche du style espagnol, et lui reprend toutes ses caractéristiques, sauf que chez eux les lignes sont « cassées », et les prises d'air y sont souvent très nombreuses. Ce style est tout aussi exubérant que le style espagnol.

## Salons internationaux
- SEMA Show, à Las Vegas, aux États-Unis ;
- Dub Custom Auto Show, à Los Angeles, aux États-Unis ;
- Tokyo Auto Salon, à Tokyo, au Japon ;
- Paris Tuning Show (PTS), à Paris, en France (n'existe plus[Depuis quand ?]) ;
- Essen Motor Show à Essen, en Allemagne (fin novembre / début décembre)[8] ;
- Show Tuning du Léman, à Genève, en Suisse ;
- Max Power Live, à Londres, en Angleterre ;
- AutoNews Wörthersee GTi-Treffen, à Reifnitz, en Autriche[9].

## Concours
Dans le domaine du tuning, il existe aussi un goût prononcé pour l'installation de systèmes audio originaux ou tout simplement celui d'une amélioration du système audio d'origine (de première monte). La modification du système audio a entraîné la création de concours organisés dans les meetings tuning (au cours desquels des centaines de voitures se rassemblent pour la démonstration au public en visite).
Deux types de concours ont vu le jour, le concours SPL et le concours qualité son. Dans le concours SPL (pour « Sound Pressure Level »), le but visé est d'obtenir la pression acoustique la plus forte possible dans un véhicule hermétiquement fermé et dont la fréquence maximale se situe à 80 hertz (plusieurs catégories existent dans ce type de concours en fonction du budget du concurrent comme du type de véhicule ou de choix technique du concurrent lui-même). Un appareil de mesure électronique est utilisé pour mesurer la valeur de pression acoustique « SPL ». 
Dans le concours qualité son, le but visé étant d'obtenir la qualité de restitution sonore la plus fidèle possible. La qualité de restitution sonore est le seul critère recherché (il existe cependant plusieurs catégories qui se différencient par la sévérité des jugements prenant en compte plus ou moins de paramètres eux-mêmes plus ou moins sévèrement notés). Un appareil de mesure électronique est, selon l'association qui organise les concours, utilisé pour mesurer la courbe de réponse en fréquence et sa linéarité. Les oreilles de juges formés à cet effet sont également utilisées pour compléter la pertinence du jugement sur l'installation du concurrent.
Ces types de concours sont sanctionnés, pour les meilleurs, par une coupe, un diplôme et l'affichage du nom de chaque gagnant sur un palmarès annuel. Dans les deux cas, il existe un concours annuel constitué de plusieurs concours à travers les différents meetings, un nombre de points peut être obtenu pour participer à une finale organisée en fin de saison (mois de novembre, juste avant la trêve hivernale peu propice à des meetings en plein air).

## Justice et législation
Chaque pays veille à l'application de ses lois sur la circulation et la conformité des véhicules. Comme les autres, les véhicules personnalisés sont soumis rigoureusement à ces règles tant pour des raisons de sécurité pour la collectivité et les conducteurs que pour l'environnement. Quand une voiture ne respecte pas les normes, elle voit son accès limité aux chemins ou routes privés, ou aux circuits. Tout conducteur pris en infraction est passible d'une amende, et risque de passer au tribunal et de se voir confisquer son véhicule, s'il ne le remet pas dans sa configuration d'origine.

### Allemagne
En Allemagne, les règlements pertinents pour le tuning de la FZV et du code allemand de la circulation routière (StVZO) :
StVZO § 19 (délivrance et efficacité de la réception) : la réception du véhicule expire (seulement si des modifications sont apportées) comme :
- le type de véhicule est modifié ;
- apparition d'une risque de circulation ; ou
- le comportement en matière de gaz d’échappement ou de bruit est détérioré.
- « quatrième alternative » : la quatrième alternative porte sur les conséquences d’une évaluation de l’installation des pièces du véhicule non réalisée au titre de l’article 19(3) stVZO. Exemple: un composant est soumis à l’obligation d'évaluation de l’installation des pièces du véhicule, mais l'évaluation de l’installation des pièces du véhicule n’a pas été effectuée.

### France
Il semble totalement utopique aujourd'hui[Quand ?] de concevoir un projet tuning conforme aux lois françaises. Il n’existe pas vraiment de législation adaptée aux différentes transformations. La seule possibilité est la réception à titre isolé, qui est très coûteuse et pratiquement impossible dans le cas de modifications apportées à un véhicule déjà homologué par type. Les adeptes de la discipline évoluent donc dans un flou juridique.
Pour remédier à ce vide juridique, certains professionnels se sont réunis pour mettre en place la FI2A, la première fédération de tuning qui porte officiellement le nom de Fédération Interprofessionnelle des Accessoires Automobiles. Aujourd’hui, une trentaine de professionnels sont affiliés à ce groupement, leur but est de donner une meilleure image du tuning en France et de permettre aux passionnés de réaliser des préparations tout en respectant les lois et les normes de sécurité. La mission de cette fédération risque d’être longue et délicate mais si le résultat est au rendez-vous, le tuning a tout à y gagner (à commencer par une plus grande reconnaissance). Depuis 2007, la FI2A est devenue la FICAT (Fédération des Importateurs et Constructeurs des accessoires et du tuning). Ses objectifs restent identiques. Cette nouvelle fédération est devenue un interlocuteur officiel des pouvoirs publics et a notamment été reçue au Ministère des transports en janvier 2009.

## Médias

### Magazines francophones
Il existe plusieurs magazines sur ce phénomène dans la presse. Certains titres ont, au début des années 2000, concurrencé les grands noms de la presse automobile en termes de diffusion :
- ADDX (publication arrêtée après le no 96 du mois de septembre 2009) ;
- Boost Tuning ;
- GTI mag (organisateur du rassemblement GTI Tuning International) ;
- Maxi Tuning ;
- Option Auto ;
- Autoworks Magazine (publication arrêtée après le no 61 du mois de septembre 2018).

### Télévision
Il existe plusieurs émissions sur le tuning et la préparation automobile :
- Pimp My Ride est une émission américaine réalisée par MTV et GAS qui consiste à « tuner » la voiture, souvent dans un piteux état, d'un candidat. Cette émission est présentée par le rappeur Xzibit ;
- Le grand concours tuning est une émission réalisée par MTV. Celle-ci consiste en un concours entre deux garages spécialisés dans le tuning : chaque équipe a le même budget, la même voiture d'« origine », et la même durée pour effectuer la meilleure modification possible ;
- Best Motoring est une émission japonaise. Le concept est de tester plusieurs voitures dans le cadre d'une course sur circuit. Il en existe deux versions : la version « simple », et la version « hot ». La première teste des voitures de série, tandis que la seconde teste des véhicules modifiés ;
- Monster Garage est une émission américaine présentée par Jesse G. James, elle est diffusée en France sur AB Moteurs. Le but est de transformer une voiture en un monstre mécanique ou de manière radicale (exemple : en faire un véhicule amphibie, une benne à ordures ménagères, etc.) ;
- Tuning Performance est une émission canadienne produite à Québec et présentée sur Télé mag Québec. Elle est animée par Éric Fortier et réalisée par Louis Boulay ;
- Tuning mania est une émission diffusée par la chaîne AB Moteurs présentant divers projets, techniques, rassemblements et reportages sur le tuning ;
- Dub Style est une émission diffusée sur AB Moteur, Planète No Limit et sur le réseau Outremers de France Télévisions, avec Patrice Charin et Fabrice Paimba.

### Mangas
Il existe deux mangas sur ce phénomène : Initial D et Wangan Midnight.

### Jeux vidéo
Le tuning a inspiré plusieurs jeux vidéo qui permettent de modifier les performances et l'esthétique des véhicules, par l'ajout et le remplacement de pièces. C'est le cas, entre autres, des séries Gran Turismo et Need for Speed, Street Racing Syndicate (en), Juiced: Eliminator, Juiced 2: Hot Import Nights, Auto Modellista, la série des Midnight Club ou des Forza Motorsport.
Sur Nintendo DS, Touch Mecanic est un jeu entièrement consacré au tuning auto.